# Tomoxia

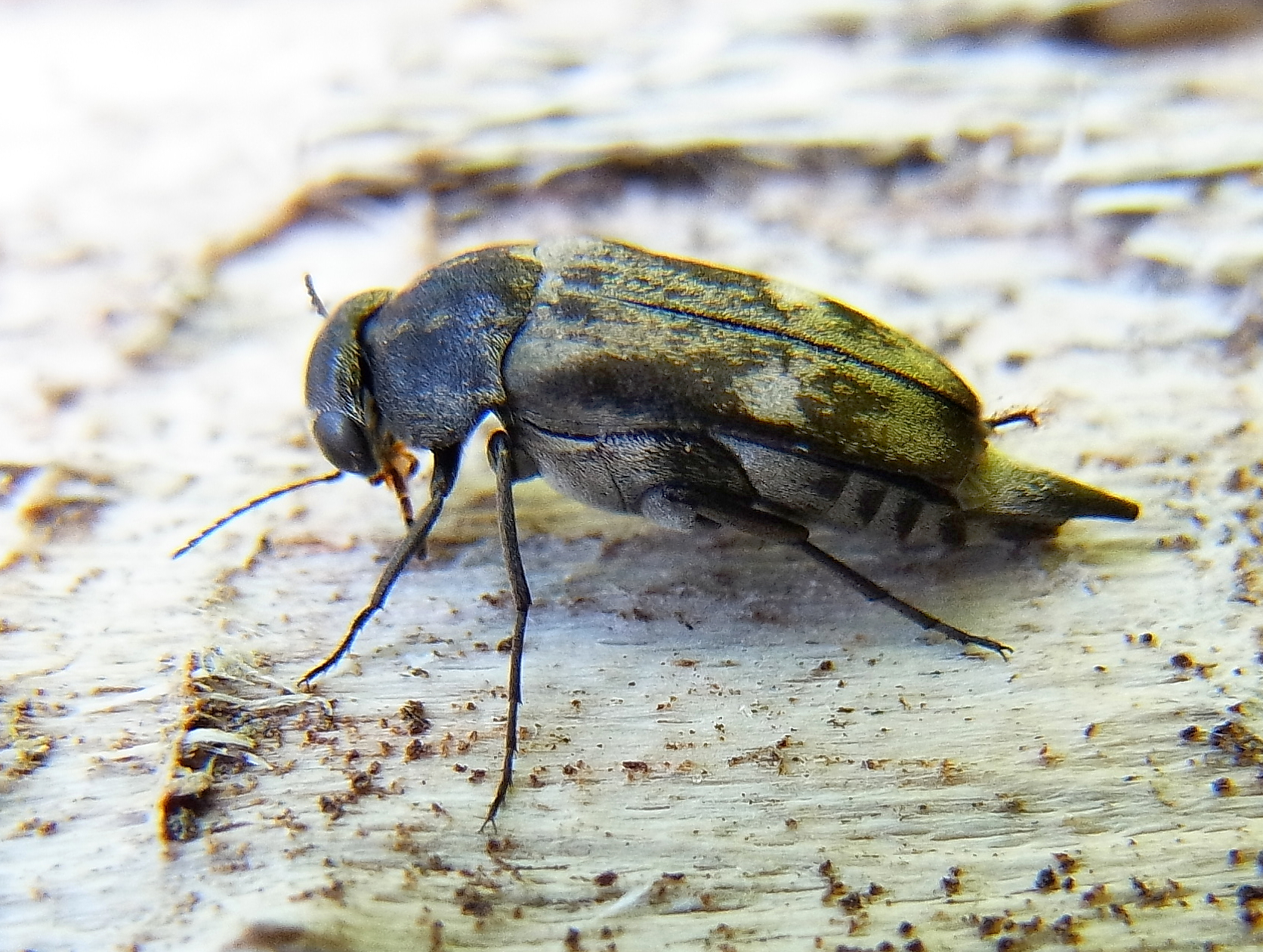
Tomoxia bucephala

Tomoxia es un género de coleóptero, insecto de la familia Mordellidae. Este género pertenece al orden Coleoptera. Tiene 53 especies reconocidas científicamente. Miden 4 a 13 mm.

## Especies
- Tomoxia inclusa (LeConte, 1862)
- Tomoxia lineella (Smith, 1883)
- Tomoxia abrupta (Ray, 1944)
- Tomoxia albonotata (Maeklin, 1875)
- Tomoxia alboscutella (Ermisch, 1955)
- Tomoxia albosuturalis (Pic, 1924)
- Tomoxia anotata (Ray, 1949)
- Tomoxia antipodes (Ray, 1930)
- Tomoxia auratonotata (Ray, 1936)
- Tomoxia binotata (Ray, 1939)
- Tomoxia borealis (LeConte, 1862)

- Tomoxia brevipennis (Ray, 1939)
- Tomoxia bucephala (Costa, 1854)

- Tomoxia carinata (Smith, 1883)
- Tomoxia contracta (Champion, 1891)
- Tomoxia diversimaculata (Ray, 1930)
- Tomoxia exoleta (Lea, 1917)
- Tomoxia fascifera (LeConte, 1878)

- Tomoxia fiebrigi (Ray, 1939)
- Tomoxia flavicans (Waterhouse, 1878)
- Tomoxia formosana (Chûjô, 1935)
- Tomoxia howensis (Lea, 1917)
- Tomoxia inclusa (LeConte, 1862)
- Tomoxia innotata (Píc, 1924)
- Tomoxia intermedia (Ray, 1930)
- Tomoxia interrupta (Champion, 1891)
- Tomoxia inundata (Wickham, 1914)
- Tomoxia latenotata (Píc, 1924)
- Tomoxia laticeps (Lea, 1895)
- Tomoxia laticollis (Píc, 1936)
- Tomoxia latipalpis (Ray, 1946)
- Tomoxia lineaticollis (Píc, 1933)
- Tomoxia lineella (LeConte, 1862)
- Tomoxia maculicollis (Lea, 1902)
- Tomoxia melanura (Lea, 1917)
- Tomoxia melasoma (Lea, 1917)
- Tomoxia multilineata (Pic, 1936)
- Tomoxia muriniceps (Sharp, 1883)
- Tomoxia obliquialba (Lea, 1925)
- Tomoxia paulonotata (Pic, 1936)
- Tomoxia philippinensis (Ray, 1930)
- Tomoxia picicolo (Ermisch, 1949)
- Tomoxia psotai (Ray, (1936)
- Tomoxia relicta (Takakuwa, 1985)
- Tomoxia ryukyuana (Takakuwa, 1985)
- Tomoxia serricornis (Ray, 1939)
- Tomoxia serval (Say, 1835)
- Tomoxia sexlineata (Lea, 1895)
- Tomoxia similaris (Nomura, 1967)
- Tomoxia spinifer (Champion, 1891)
- Tomoxia suboblongifera (Lea, 1931)
- Tomoxia subsuturalis (Píc, 1936)
- Tomoxia undulata (Melsheimer, 1846)
- Tomoxia xenicornis